# Watkins-Insel
Die Watkins-Insel (englisch Watkins Island, spanisch isla Watkins) ist eine unbewohnte, etwa 8 km lange Insel der Biscoe-Inselgruppe, die der Antarktischen Halbinsel vorgelagert ist. Die  vollständig vergletscherte Insel verfügt über keine nennenswerten Erhebungen und befindet sich 5 km südwestlich der Lavoisier-Insel.
Die Insel wurde erstmals während der Französischen Antarktis-Expedition von 1903 bis 1905 unter der Leitung von Jean-Baptiste Charcot kartografiert. John Rymill benannte sie auf der British Grahamland Expedition (1934–37) nach dem dänischen Polarfahrer Ejnar Mikkelsen. Später stellte sich heraus, dass Charcot bereits während seiner Expedition von 1908 bis 1910 eine kleine Inselgruppe in etwa 120 km Entfernung nach dem Dänen benannt hatte, die Mikkelsen-Inseln. Auf Empfehlung des UK Antarctic Place-Names Committee wurde die Insel daher 1952 nach dem britischen Polarfahrer Gino Watkins benannt.